# Alexsandro Marques de Oliveira
Alexsandro Marques de Oliveira (sinh ngày 17 tháng 6 năm 1978) là cầu thủ bóng đá người Brasil.

## Câu lạc bộ
| Câu lạc bộ | Câu lạc bộ     | Câu lạc bộ | Giải đấu | Giải đấu  | Chức vô địch | Chức vô địch | Tổng cộng | Tổng cộng |
| Mùa giải   | Câu lạc bộ     | Giải đấu   | Trận     | Bàn thắng | Trận         | Bàn thắng    | Trận      | Bàn thắng |
| Nhật Bản   | Nhật Bản       | Nhật Bản   | Giải đấu | Giải đấu  | Cúp Hoàng đế | Cúp Hoàng đế | Tổng cộng | Tổng cộng |
| ---------- | -------------- | ---------- | -------- | --------- | ------------ | ------------ | --------- | --------- |
| 2005       | Ventforet Kofu | J2 League  | 8        | 2         | 0            | 0            | 8         | 2         |
| Quốc gia   | Nhật Bản       | Nhật Bản   | 8        | 2         | 0            | 0            | 8         | 2         |
| Tổng cộng  | Tổng cộng      | Tổng cộng  | 8        | 2         | 0            | 0            | 8         | 2         |